# Lijst van langebaanschaatsbanen
Dit is een lijst van langebaanschaatsbanen, kleinere ijspistes worden hier niet vermeld. Een langebaanschaatsbaan is een ijsbaan, in de openlucht of gedeeltelijk of geheel overdekt, waarop schaatswedstrijden worden gehouden. Er zijn twee soorten schaatsbanen: een natuurijsbaan en een kunstijsbaan.

## Afmetingen en regels
Het langebaanschaatsen vindt doorgaans plaats op een ovale ijsbaan van 400 meter, meestal op kunstijs. Standaardbanen zijn verdeeld in twee aparte banen van minstens vier meter breedte. Aan de binnenkant bevindt zich vaak een inrijbaan voor de warming up en het uitrijden van de deelnemers. Het rechte stuk tegenover de finish is het wisselgedeelte; de zogeheten kruising. Deze dient om de rijders van baan te laten veranderen, zodat een eerlijke verdeling van binnen- en buitenbochten mogelijk is.
Afmeting wedstrijdbaan volgens Artikel 203 van het ISU reglement:
- Standaardbaan
  1. Een standaardbaan voor hardrijden is een open, overdekte of gesloten ijsbaan, met dubbele wedstrijdrijbanen, maximaal 400 meter en minimaal 333 1/3 meter lang, met twee gebogen einden van elk 180 graden, waarbij de straal van de binnenbocht niet minder dan 25 meter en niet meer dan 26 meter mag bedragen.
  2. De kruising dient gelijk te zijn aan de gehele lengte van het rechte eind, vanaf het einde van de bocht.
  3. De breedte van de binnenste wedstrijdbaan moet 4 m zijn. De breedte van de buitenwedstrijdbaan moet minstens 4 m zijn. De straal van de binnenbocht moet 25, 25,5 of 26 m zijn.

## Huidige schaatsbanen

### Overdekte schaatsbanen
Hieronder staat een lijst van alle volledig overdekte langebaanschaatsbanen op de wereld. De gegevens zijn gebaseerd op de online database Speed Skating News. In de meest rechtse kolom van de tabel staat een link naar deze database voor de betreffende baan. De banen met een lichtgele kleurmarkering in deze kolom zijn opgenomen in de ranglijst van snelste langebaanschaatsbanen.
| Land             | Plaats              | Naam schaatsbaan                               | Hoogte | Geopend in | Opmerkingen                                           |                          |
| ---------------- | ------------------- | ---------------------------------------------- | ------ | ---------- | ----------------------------------------------------- | ------------------------ |
| Canada           | Calgary             | Olympic Oval                                   | 1.034  | 1987       |                                                       | [ 2 ]                    |
| Canada           | Fort St. John       | Pomeroy Sport Centre                           | 671    | 2009       |                                                       | [ 3 ]                    |
| China            | Changchun           | Jilin Provincial Speed Skating Rink            | 210    | 2005       |                                                       | [ 4 ]                    |
| China            | Daqing              | Daqing Stadium                                 | 149    | 2016       |                                                       | [ 5 ]                    |
| China            | Harbin              | Heilongjiang Indoor Rink                       | 141    | 1995       |                                                       | [ 6 ]                    |
| China            | Peking              | CTS National Snow and Ice Sports Training Base | 44     | 2019       | Trainingshal                                          | [ 7 ] [ 8 ] [ 9 ] [ 10 ] |
| China            | Qiqihar             | Indoor Icerink Qiqihar                         | 146    | 2007       |                                                       | [ 11 ]                   |
| China            | Shenyang            | Bayi Speed Skating Oval                        | 48     | 1999       |                                                       | [ 12 ]                   |
| China            | Ürümqi              | Xinjiang Ice Sports Center                     | 1.650  | 2015       |                                                       | [ 13 ]                   |
| Duitsland        | Berlijn             | Sportforum Hohenschönhausen                    | 34     | 1985       | 1e overdekte ijsbaan                                  | [ 14 ]                   |
| Duitsland        | Erfurt              | Gunda Niemann-Stirnemann Halle                 | 200    | 2001       |                                                       | [ 15 ]                   |
| Duitsland        | Inzell              | Max Aicher Arena                               | 690    | 2011       |                                                       | [ 16 ]                   |
| Japan            | Akita               | Akita Prefectural Skating Rink                 | 22     | 1971       | Baanlengte: 333m                                      | [ 17 ]                   |
| Japan            | Hachinohe           | Hachinohe Skating Arena                        | 13     | 2019       |                                                       | [ 18 ]                   |
| Japan            | Nagano              | M-Wave                                         | 342    | 1996       |                                                       | [ 19 ]                   |
| Japan            | Obihiro             | Meiji Hokkaido-Tokachi Oval                    | 79     | 2009       |                                                       | [ 20 ]                   |
| Kazachstan       | Astana              | Sportpaleis Alau                               | 348    | 2011       |                                                       | [ 21 ]                   |
| Nederland        | Dronten             | Leisure World Ice Center                       | −3     | 1998       | Tussen 2005 en 2010 gesloten geweest                  | [ 22 ]                   |
| Nederland        | Enschede            | IJsbaan Twente                                 | 27     | 2008       |                                                       | [ 23 ]                   |
| Nederland        | Groningen           | Kardinge                                       | 0      | 1993       | Wordt in Nederland als semi-overdekt gezien           | [ 24 ]                   |
| Nederland        | Heerenveen          | Thialf                                         | 0      | 1986       | Snelste laagland-schaatsbaan ter wereld               | [ 26 ]                   |
| Nederland        | Leeuwarden          | Elfstedenhal                                   | 0      | 2015       |                                                       | [ 27 ]                   |
| Nederland        | Nijmegen            | Triavium                                       | 13     | 1996       | Baanlengte: 333m Tussen 2006 en 2007 gesloten geweest | [ 28 ]                   |
| Nederland        | Rotterdam           | Schaatsbaan Rotterdam                          | −2     | 2013       | Tunnelbaan                                            | [ 30 ]                   |
| Nederland        | Tilburg             | Ireen Wüst IJsbaan                             | 13     | 2009       |                                                       | [ 31 ]                   |
| Noorwegen        | Bjugn               | Fosenhallen                                    | 8      | 2007       |                                                       | [ 32 ]                   |
| Noorwegen        | Hamar               | Vikingskipet                                   | 125    | 1992       |                                                       | [ 33 ]                   |
| Noorwegen        | Kristiansund        | Arena Nordvest                                 | 22     | 2018       |                                                       | [ 34 ]                   |
| Noorwegen        | Stavanger           | Sørmarka Arena                                 | 48     | 2010       |                                                       | [ 35 ]                   |
| Polen            | Tomaszów Mazowiecki | Ice Arena Tomaszów Mazowiecki                  | 153    | 2017       |                                                       | [ 36 ]                   |
| Rusland          | Irkoetsk            | Arena Baikal                                   |        | 2020       |                                                       | [ 37 ]                   |
| Rusland          | Kemerovo            |                                                |        | 2021       |                                                       | [ 38 ]                   |
| Rusland          | Kolomna             | Kometa                                         | 145    | 2006       |                                                       | [ 39 ]                   |
| Rusland          | Moskou              | Krylatskoje                                    | 127    | 2004       |                                                       | [ 40 ]                   |
| Rusland          | Sotsji              | Adler Arena                                    | 5      | 2012       |                                                       | [ 41 ]                   |
| Rusland          | Tsjeljabinsk        | Oeralskaja Molnija                             | 222    | 2005       |                                                       | [ 42 ]                   |
| Verenigde Staten | Milwaukee           | Pettit National Ice Center                     | 216    | 1992       |                                                       | [ 43 ]                   |
| Verenigde Staten | Salt Lake City      | Utah Olympic Oval                              | 1.423  | 2000       | Snelste schaatsbaan ter wereld                        | [ 44 ]                   |
| Wit-Rusland      | Minsk               | Minsk Arena                                    | 209    | 2010       |                                                       | [ 45 ]                   |
| Zuid-Korea       | Gangneung           | Gangneung Science Oval                         | 41     | 2017       |                                                       | [ 46 ]                   |
| Zuid-Korea       | Seoel               | Taereung International Skating Rink            | 63     | 2000       |                                                       | [ 47 ]                   |

### Semi-overdekte schaatsbanen
Hieronder is een lijst van alle semi-overdekte langebaanschaatsbanen op de wereld. De gegevens zijn gebaseerd op de online database Speed Skating News. In de meest rechtse kolom van de tabel staat een link naar deze database voor de betreffende baan. De banen met een lichtgele kleurmarkering in deze kolom zijn opgenomen in de ranglijst van snelste langebaanschaatsbanen.
| Land      | Plaats          | Naam schaatsbaan          | Hoogte | Geopend in | Opmerkingen                                                                                   |               |
| --------- | --------------- | ------------------------- | ------ | ---------- | --------------------------------------------------------------------------------------------- | ------------- |
| Nederland | Alkmaar         | De Meent                  | 0      | 2000       |                                                                                               | [ 48 ]        |
| Nederland | Breda           | Kunstijsbaan Breda        | 5      | 2001       |                                                                                               | [ 49 ]        |
| Nederland | Den Haag        | De Uithof                 | 0      | 1973       |                                                                                               | [ 50 ]        |
| Nederland | Deventer        | De Scheg                  | 8      | 1992       |                                                                                               | [ 51 ]        |
| Nederland | Eindhoven       | IJssportcentrum Eindhoven | 18     | 2000       |                                                                                               | [ 52 ]        |
| Nederland | Groningen       | Kardinge                  | 0      | 1993       | Wordt in het buitenland voor overdekt aangezien Snelste semi-overdekte schaatsbaan ter wereld | [ 24 ]        |
| Nederland | Haarlem         | IJsbaan Haarlem           | 2      | 2006       | 1977-2005: openluchtbaan                                                                      | [ 53 ]        |
| Nederland | Hoorn           | De Westfries              | 0      | 2006       |                                                                                               | [ 54 ]        |
| Nederland | Utrecht         | Vechtsebanen              | 2      | 1997       |                                                                                               | [ 55 ]        |
| Rusland   | Sint Petersburg | Boris Sjilkov-stadion     | 27     | 2016       |                                                                                               | [ 56 ] [ 57 ] |
| Zweden    | Göteborg        | Rudhallen                 | 40     | 2002       | 1971-2001: openluchtbaan                                                                      | [ 59 ]        |

### Openlucht-kunstijs schaatsbanen
Hieronder is een lijst van alle openlucht-kunstijs langebaanschaatsbanen op de wereld. De gegevens zijn gebaseerd op de online database Speed Skating News. In de meest rechtse kolom van de tabel staat een link naar deze database voor de betreffende baan. De banen met een lichtgele kleurmarkering in deze kolom zijn opgenomen in de ranglijst van snelste langebaanschaatsbanen.
| Land             | Plaats                 | Naam schaatsbaan                               | Hoogte | Geopend in | Opmerkingen                            |                             |
| ---------------- | ---------------------- | ---------------------------------------------- | ------ | ---------- | -------------------------------------- | --------------------------- |
| Canada           | Halifax                | Emeral Oval/Canada Games Oval                  | 44     | 2010       |                                        | [ 60 ] [ 61 ]               |
| Canada           | Quebec                 | Gaétan Boucher Oval                            | 103    | 1978       | 2020: overdekte opvolger               | [ 64 ]                      |
| Canada           | Sault Ste. Marie       | Queen Elizabeth Oval                           | 181    | 1983       |                                        | [ 65 ]                      |
| Denemarken       | Kopenhagen             | Genforeningspladsen                            | 15     | 2001       |                                        | [ 66 ]                      |
| Duitsland        | Berlijn                | Horst-Dohm-Stadion                             | 34     | 1974       |                                        | [ 67 ]                      |
| Duitsland        | Chemnitz               | Eissportkomplex Küchwald                       | 410    | 1973       |                                        | [ 68 ]                      |
| Duitsland        | Dresden                | Ostragehege                                    | 113    | 1973       | Baanlengte: 333m                       | [ 69 ]                      |
| Duitsland        | Frankfurt am Main      | Eissportbahn                                   | 98     | 1981       |                                        | [ 70 ]                      |
| Duitsland        | Grefrath               | Eissportzentrum Grefrath                       | 40     | 1975       |                                        | [ 71 ]                      |
| Duitsland        | München                | Eisstadion am Ostpark                          | 532    | 1981       |                                        | [ 72 ]                      |
| Estland          | Lasnamäe (Tallinn)     | Härma stadium                                  | 49     | 2018       |                                        | [ 73 ] [ 74 ] [ 75 ] [ 76 ] |
| Finland          | Helsinki               | Oulunkylä                                      | 39     | 1977       |                                        | [ 77 ]                      |
| Finland          | Seinäjoki              | Jääurheilukeskus                               | 44     | 1952       |                                        | [ 78 ]                      |
| Hongarije        | Boedapest              | Városligeti Műjégpálya                         | 115    | 1968       |                                        | [ 79 ]                      |
| Italië           | Baselga di Pinè        | Circolo Pattinatori Pinè                       | 998    | 1985       |                                        | [ 80 ]                      |
| Italië           | Klobenstein (Collalbo) | Arena Ritten                                   | 1.173  | 1989       | Snelste openlucht-ijsbaan ter wereld   | [ 81 ]                      |
| Japan            | Akan                   | IJsbaan van het Ko Akan Nationalpark           | 419    | 1955       |                                        | [ 82 ]                      |
| Japan            | Akanashi               | Yatsugatake Skating Center                     | 1.002  | 1986       |                                        | [ 83 ]                      |
| Japan            | Asahikawa              | City Sports Stadion                            | 111    | 1985       |                                        | [ 84 ]                      |
| Japan            | Chino                  | Chino International Sports Park Skating Center | 820    | 1989       |                                        | [ 85 ]                      |
| Japan            | Ena                    | Gifu Skate Rink                                | 347    | 2005       |                                        | [ 86 ]                      |
| Japan            | Fujiyoshida            | Fujikyu Highland Skate Center                  | 874    | 1985       |                                        | [ 87 ]                      |
| Japan            | Karuizawa              | Wind Park Skating Rink Karuizawa               | 936    | 2001       |                                        | [ 88 ]                      |
| Japan            | Kōriyama               | Fukushima District Rink                        | 340    | 1993       |                                        | [ 89 ]                      |
| Japan            | Kushiro                | Yanagimachi ijsbaan                            | 1      | 1971       |                                        | [ 90 ]                      |
| Japan            | Morioka                | Iwate Prefecture Public Skate Rink             | 150    | 1972       |                                        | [ 91 ]                      |
| Japan            | Nikkō                  | Ardel Kirifuri Sports Valley                   | 632    | 1991       |                                        | [ 92 ]                      |
| Japan            | Okaya                  | Yamabiko Skating Complex                       | 942    | 1994       |                                        | [ 93 ]                      |
| Japan            | Sapporo                | Makomanai Skating Centre                       | 71     | 1970       |                                        | [ 94 ]                      |
| Japan            | Shibukawa, Ikaho       | Ikaho Rink                                     | 936    | 1967       |                                        | [ 95 ]                      |
| Japan            | Tomakomai              | Tomakomai Highland Sport Center                | 25     | 1967       | Snelste laagland-buitenbaan ter wereld | [ 96 ]                      |
| Japan            | Yamagata               | Sogo Sport Center                              | 124    | 1989       |                                        | [ 97 ]                      |
| Kazachstan       | Alma-Ata               | Kompleks Medeo                                 | 1.691  | 1972       |                                        | [ 98 ]                      |
| Nederland        | Amsterdam              | Jaap Edenbaan                                  | −4     | 1961       |                                        | [ 99 ]                      |
| Nederland        | Geleen                 | Glanerbrook                                    | 61     | 1988       |                                        | [ 100 ]                     |
| Noorwegen        | Arendal                | Myra kunstisbane                               | 71     | 2004       |                                        | [ 101 ]                     |
| Noorwegen        | Asker                  | Risenga kunstisbane                            | 106    | 1992       |                                        | [ 102 ]                     |
| Noorwegen        | Bergen                 | Slåtthaug kunstisbane                          | 61     | 1991       |                                        | [ 103 ]                     |
| Noorwegen        | Drammen                | Marienlyst stadion                             | 4      | 2002       |                                        | [ 104 ]                     |
| Noorwegen        | Geithus                | Furumo Stadion                                 | 116    | 1995       |                                        | [ 105 ]                     |
| Noorwegen        | Jevnaker               | Jevnaker stadion                               | 152    | 1916       |                                        | [ 106 ]                     |
| Noorwegen        | Larvik                 | Fram kunstisbane                               | 8      | 1976       |                                        | [ 107 ]                     |
| Noorwegen        | Oslo                   | Frogner Stadion                                | 42     | 2010       | 1914-1992: natuurijsbaan               | [ 108 ]                     |
| Noorwegen        | Oslo                   | Valle Hovin kunstisbane                        | 92     | 1966       |                                        | [ 109 ]                     |
| Noorwegen        | Skien                  | Skien isstadion                                | 10     | 1973       |                                        | [ 110 ]                     |
| Noorwegen        | Tønsberg               | Maier Arena Tønsberg                           | 57     | 1996       |                                        | [ 111 ]                     |
| Noorwegen        | Trøgstad               | Båstad Kunstis                                 | 177    | 1998       |                                        | [ 112 ]                     |
| Noorwegen        | Tromsø                 | Tromsdalen Kunstisbane                         | 19     | 1985       |                                        | [ 113 ]                     |
| Noorwegen        | Trondheim              | Leangen kunstisbane                            | 60     | 1979       |                                        | [ 114 ]                     |
| Oekraïne         | Kiev                   | Ledovi Stadion                                 | 178    | 1976       |                                        | [ 115 ]                     |
| Oostenrijk       | Innsbruck              | Olympia Eisstadion Innsbruck                   | 586    | 1963       |                                        | [ 116 ]                     |
| Polen            | Sanok                  | Tor Błonie                                     | 284    | 1980       |                                        | [ 117 ]                     |
| Polen            | Warschau               | Tor Stegny                                     | 82     | 1979       |                                        | [ 118 ]                     |
| Polen            | Zakopane               | Tor Cos                                        | 932    | 2008       | 1956-2007: natuurijsbaan               | [ 119 ]                     |
| Roemenië         | Miercurea-Ciuc         | IJsbaan van Miercurea-Ciuc                     | 660    | 1952       |                                        | [ 120 ]                     |
| Verenigde Staten | Lake Placid            | James B. Sheffield Olympic Skating Rink        | 568    | 1977       | 1932-1977: natuurijsbaan               | [ 121 ]                     |
| Verenigde Staten | Roseville              | John Rose Minnesota Oval                       | 276    | 1993       |                                        | [ 122 ]                     |
| Zuid-Korea       | Chuncheon              | Uiam Skating Rink                              | 79     | 1993       |                                        | [ 123 ]                     |
| Zuid-Korea       | Jeonju                 | Ice Rink Jeonju                                | 42     | 1996       |                                        | [ 124 ]                     |
| Zweden           | Eskilstuna             | Isstadion                                      | 16     | 1967       |                                        | [ 125 ]                     |
| Zweden           | Karlstad               | Tingvalla Isstadion                            | 50     | 1967       |                                        | [ 126 ]                     |
| Zweden           | Stockholm-Östermalm    | Östermalms Idrottsplats                        | 10     | 1912       |                                        | [ 127 ]                     |
| Zweden           | Sundsvall              | Gärdebanan                                     | 25     | 1976       |                                        | [ 128 ]                     |
| Zweden           | Uppsala                | Studenternas Idrottsplats                      | 4      | 1962       |                                        | [ 129 ]                     |

### Openlucht-natuurijs schaatsbanen
Hieronder is een lijst van alle openlucht-natuurijs langebaanschaatsbanen op de wereld. De gegevens zijn grotendeels gebaseerd op de online database Speed Skating News. In de meest rechtse kolom van de tabel staat een link naar deze database voor de betreffende baan. De banen met een lichtgele kleurmarkering in deze kolom zijn opgenomen in de ranglijst van snelste langebaanschaatsbanen.
| Land             | Plaats            | Naam schaatsbaan                             | Hoogte | Geopend in | Opmerkingen             |                         |
| ---------------- | ----------------- | -------------------------------------------- | ------ | ---------- | ----------------------- | ----------------------- |
| Canada           | Dawson Creek      | South Peace Speed skating oval               | 663    | 1966       |                         | [ 130 ] [ 131 ]         |
| Canada           | Edmonton          | Victoria Park Oval Edmonton                  | 620    | 1962       |                         | [ 132 ]                 |
| Canada           | Fort St. James    | Fort St. James Outdoor Oval                  | 700    | 1990       |                         | [ 133 ] [ 134 ]         |
| Canada           | Montreal-Laval    | Laval Centre de la Nature                    | 47     | 1985       |                         | [ 135 ]                 |
| Canada           | Ottawa            | Brewer Park Oval Ottawa                      | 57     | 1972       |                         | [ 136 ]                 |
| Canada           | Prince George     | Prince George Outdoor Ice Oval               | 606    | 1999       |                         | [ 137 ]                 |
| Canada           | Red Deer          | Family Skating Oval Ice Skating Rink         | 873    | 1963       |                         | [ 138 ] [ 139 ]         |
| Canada           | Regina            | Regina Speed Skating Oval                    | 578    | 1970       |                         | [ 140 ]                 |
| Canada           | Saskatchewan      | Wakamow Skating Oval                         | 542    | 2007       |                         | [ 141 ]                 |
| Canada           | Saskatoon         | Clarence Downey Oval                         | 485    | 1949       |                         | [ 142 ]                 |
| Canada           | Winnipeg          | Susan Auch Oval                              | 231    | 1918       |                         | [ 143 ]                 |
| China            | Jilin             | Tsji Lin Jilin                               | 210    | 1958       |                         | [ 144 ]                 |
| China            | Peking            | Gemeentelijke ijsbaan Peking                 | 153    | 1991       |                         | [ 145 ]                 |
| Finland          | Helsinki          | Kallion Tekojäärata                          | 31     | 1931       | Baanlengte: 333m        | [ 146 ]                 |
| Finland          | Tampere           | Ratina Stadion                               | 79     | 1965       |                         | [ 147 ]                 |
| Japan            | Abashiri          | Gemeentelijke ijsbaan van Abashiri           | 3      |            |                         |                         |
| Japan            | Betsukai          | Gemeentelijke ijsbaan van Betsukai           | 18     |            |                         |                         |
| Japan            | Betsukai          | IJsbaan van Nishishunbetsu                   | 90     |            |                         |                         |
| Japan            | Bihoro            | Gemeentelijke ijsbaan van Taishobashi        | 14     |            |                         |                         |
| Japan            | Chitose           | IJsbaan van het Aozorapark                   | 15     | 1987       |                         |                         |
| Japan            | Eniwa             | Openbare ijsbaan van Eniwa                   | 36     |            |                         |                         |
| Japan            | Ikeda             | IJsbaan van Kiyomigaoka                      | 50     |            |                         |                         |
| Japan            | Kitami            | Burgerijsbaan van Kitami                     | 69     | 2012       |                         |                         |
| Japan            | Kiyosato          | IJsbaan van Kiyosato                         | 23     |            |                         |                         |
| Japan            | Koumi             | Matsubara Lake Plateau Skating Center        | 1.173  | 1994       |                         | [ 148 ]                 |
| Japan            | Koshimizu         | IJsbaan van Koshimizu                        | 34     |            |                         |                         |
| Japan            | Monbetsu          | Gemeentelijke ijsbaan van Monbetsu           | 5      |            |                         |                         |
| Japan            | Nakashibetsu      | Nakashibetsu Sports Park Speed Skating Arena | 58     | 2014       |                         | [ 149 ]                 |
| Japan            | Nemuro            | IJsbaan van Nemuro                           | 27     | 1996       |                         | [ 150 ]                 |
| Japan            | Shari             | IJsbaan van Shari                            | 6      |            |                         |                         |
| Japan            | Shibetsu          | IJsbaan van Shibetsu                         | 4      |            |                         |                         |
| Nederland        | Ammerstol         | IJsbaan de Vooruitgang Ammerstol             | −2     | 1978       |                         | [ 151 ]                 |
| Nederland        | Arnhem            | Skeeler- en ijsbaan 't Cranevelt             | 75     | 1994       |                         | [ 152 ]                 |
| Nederland        | Ede               | Schuttersveld                                | 12     | 1990       |                         | [ 153 ]                 |
| Nederland        | Goor              | IJsbaan 't Slag                              |        |            |                         | [ 154 ]                 |
| Nederland        | Gramsbergen       | Combibaan Gramsbergen                        | 9      |            |                         |                         |
| Nederland        | Haaksbergen       | Combibaan Scholtenhagen                      | 25     | 2008       |                         | [ 155 ]                 |
| Nederland        | Moergestel        | IJsbaan Moergestel                           | 10     | 2011       |                         |                         |
| Nederland        | Neede             | IJsbaan De Kooweide                          |        | 1982       |                         | [ 156 ]                 |
| Nederland        | Nieuw-Buinen      | IJsbaan Nieuw-Buinen                         | 7      | 2018       | Baanlengte: 333m        |                         |
| Nederland        | Noordlaren        | IJsbaan Noordlaren                           | 6      | 1997       | Baanlengte: 333m        |                         |
| Nederland        | Oldebroek         | IJsbaan De Koele                             |        |            |                         | [ 157 ]                 |
| Nederland        | Oosterbeek        | IJs- en skeelerbaan Hartenstein              | 51     | 1995       |                         | [ 158 ] [ 159 ] [ 160 ] |
| Nederland        | Oudenhoorn        | IJsbaan Oudenhoorn                           | −1     |            |                         |                         |
| Nederland        | Puttershoek       | Kees Verkerkbaan                             | -1,5   | 2017       |                         |                         |
| Nederland        | Schijndel         | Leemputbaan                                  |        |            |                         | [ 161 ]                 |
| Nederland        | Schipluiden       | IJsbaan IJsclub Vlietland                    |        |            |                         | [ 162 ]                 |
| Nederland        | Stevensbeek       | IJsbaan Stevensbeek                          | 18     | 1995       |                         |                         |
| Nederland        | Stokkum           | IJsbaan De Zilvermeeuw                       |        | 1960       |                         | [ 163 ]                 |
| Nederland        | Veenoord          | IJsbaan Veenoord                             | 15     |            |                         |                         |
| Nederland        | Vriezenveen       | IJsbaan IJsclub Vooruit                      |        |            |                         | [ 164 ]                 |
| Nederland        | Wolvega           | Combinatiebaan ijsclub Lindenoord            |        |            |                         | [ 165 ]                 |
| Noorwegen        | Alta              | Nornett stadion                              | 37     | 1961       |                         | [ 166 ]                 |
| Noorwegen        | Åmli              | Dølemo idrettspark                           | 177    | 1992       |                         | [ 167 ]                 |
| Noorwegen        | Brandbu (Gran)    | Rosendalsbanen                               | 180    | 1961       |                         | [ 168 ]                 |
| Noorwegen        | Eidsvoll          | Myhrerstadion                                | 188    | 1957       | Baanlengte: 333m        | [ 169 ]                 |
| Noorwegen        | Elverum           | Fylkesidrettsplassen                         | 185    | 1924       |                         | [ 170 ]                 |
| Noorwegen        | Gol               | Glitre Stadion                               | 231    | 1968       |                         | [ 171 ]                 |
| Noorwegen        | Harstad           | Kanebogen stadion                            | 45     | 1977       |                         | [ 172 ]                 |
| Noorwegen        | Hol               | Hol idrettsplass                             | 537    | 1981       |                         | [ 173 ]                 |
| Noorwegen        | Holmestrand       | Hvitstein stadion                            | 123    | 1963       |                         | [ 174 ]                 |
| Noorwegen        | Hundorp           | Flatmoen idrettspark                         | 225    | 1977       |                         | [ 175 ]                 |
| Noorwegen        | Kongsberg         | Kongsberg idrettspark                        | 173    | 1956       |                         | [ 176 ]                 |
| Noorwegen        | Kongsvinger       | Holt stadion                                 | 181    | 1981       |                         | [ 177 ]                 |
| Noorwegen        | Lærdalsøyri       | Lærdal idrottsplass                          | 283    | 1956       |                         | [ 178 ]                 |
| Noorwegen        | Norheimsund       | Idrottsplassen Norheimsund                   | 27     | 1966       |                         | [ 179 ]                 |
| Noorwegen        | Notodden          | Notodden sportplass                          | 103    | 1906       |                         | [ 180 ]                 |
| Noorwegen        | Sand              | Prestberget idrettsanlegg                    | 159    | 1978       |                         | [ 181 ]                 |
| Noorwegen        | Sandefjord        | Bugårdsparken idrettsplass                   | 47     | 1921       |                         | [ 182 ]                 |
| Noorwegen        | Skjervøy          | Skjervøy stadion                             | 50     | 1979       | Baanlengte: 333m        | [ 183 ]                 |
| Noorwegen        | Stange            | Sportpark Stange                             | 221    | 1932       |                         | [ 184 ]                 |
| Noorwegen        | Tynset            | Nytrømoen idrettsplass                       | 506    | 1971       |                         | [ 185 ]                 |
| Rusland          | Angarsk           | Stadion Angara                               | 429    | 1979       |                         | [ 186 ]                 |
| Rusland          | Angarsk           | Winterstadion Jermak                         | 431    | 1963       |                         | [ 187 ]                 |
| Rusland          | Archangelsk       | Dinamo Stadion                               | 7      | 1939       |                         | [ 188 ]                 |
| Rusland          | Barnaoel          | Stadion 'Klevtsjenja'                        | 158    | 1960       |                         | [ 189 ]                 |
| Rusland          | Chabarovsk        | Stadion Junost                               | 62     | 2004       |                         | [ 190 ]                 |
| Rusland          | Divnogorsk        | Spoetnik Stadion                             | 225    | 1974       |                         | [ 191 ]                 |
| Rusland          | Irkoetsk          | Stadion Trud                                 | 433    | 1952       |                         | [ 192 ]                 |
| Rusland          | Ivanovo           | Lokomotiv Stadion                            | 128    | 1952       |                         | [ 193 ]                 |
| Rusland          | Ivanovo           | Spartak Stadion                              | 130    | 1952       |                         | [ 194 ]                 |
| Rusland          | Ivanovo           | Stadion Tekstilstsjik                        | 113    | 1952       |                         | [ 195 ]                 |
| Rusland          | Kemerovo          | Junior Sports School No. 3                   | n/a    | 2012       | Baanlengte: 333m        | [ 196 ]                 |
| Rusland          | Kirov             | Dinamo Stadion Kirov                         | 166    | 1937       |                         | [ 197 ]                 |
| Rusland          | Kirovo-Tsjepetsk  | Stadion Olimpija                             | 164    | 1990       |                         | [ 198 ]                 |
| Rusland          | Oefa              | Stadion Stroitel                             | 135    | 1959       |                         | [ 199 ] [ 200 ]         |
| Verenigde Staten | Butte             | High Mountain Altitude Rink                  | 1.688  | 2005       | 1987-2005: kunstijsbaan | [ 201 ]                 |
| Zweden           | Gävle (Hagaström) | Idrottsplatsen Hagaström                     | 38     | 1973       |                         | [ 202 ]                 |
| Zweden           | Östersund         | Nya Fyrvalla                                 | 347    | 2010       |                         | [ 203 ] [ 204 ] [ 205 ] |
| Zwitserland      | Sankt Moritz      | Eisbahn St. Moritzersee                      | 1.822  | 2018       |                         | [ 206 ]                 |

### Niet 'officieel' erkende ijsbanen
Onderstaande schaatsbanen hebben een baanlengte die niet wordt erkend door de ISU (Artikel 203). Alleen ijsbanen van 400 of 333 meter worden erkend.
| Land   | Plaats      | Naam schaatsbaan      | Hoogte | Geopend in | Type ijs  | Type baan | Lengte | Opmerkingen |         |
| ------ | ----------- | --------------------- | ------ | ---------- | --------- | --------- | ------ | ----------- | ------- |
| Zweden | Edsbyn      | Svenska Fönster Arena | 153    | 2003       | Kunstijs  | Overdekt  | 250m   | Bandybaan   | [ 207 ] |
| Zweden | Falun       | Lugnet                | 142    | 1975       | Natuurijs | Openlucht | 250m   |             | [ 208 ] |
| Zweden | Motala      | XL-Bygg Arena         | 105    | 1964       | Natuurijs | Openlucht | 250m   |             | [ 209 ] |
| Zweden | Örebro      | Behrn Arena           | 32     | 2009       | Kunstijs  | Overdekt  | 250m   |             | [ 210 ] |
| Zweden | Sandviken   | Göransson Arena       | 77     | 2009       | Kunstijs  | Overdekt  | 250m   |             | [ 211 ] |
| Zweden | Sandviken   | Jernvallen            | 77     | 1938       | Natuurijs | Openlucht | 250m   |             |         |
| Zweden | Trollhättan | Slättbergshallen      | 53     | 2009       | Kunstijs  | Overdekt  | 250m   |             | [ 212 ] |
| Zweden | Vänersborg  | Arena Vänersborg      | 49     | 2009       | Kunstijs  | Overdekt  | 250m   |             |         |
| Zweden | Västerås    | ABB Arena Syd         | 34     | 2007       | Kunstijs  | Overdekt  | 250m   |             |         |

### Statistieken ('officieel' erkende ijsbanen)
| Land             | Overdekt | Semi-overdekt | Openlucht-kunstijs | Openlucht-natuurijs | Totaal |
| ---------------- | -------- | ------------- | ------------------ | ------------------- | ------ |
| Nederland        | 7        | 9             | 3                  | 21                  | 40     |
| Noorwegen        | 4        | -             | 14                 | 20                  | 38     |
| Japan            | 4        | -             | 16                 | 16                  | 36     |
| Rusland          | 6        | 1             | -                  | 14                  | 21     |
| Canada           | 2        | -             | 3                  | 11                  | 16     |
| China            | 7        | -             | -                  | 2                   | 9      |
| Duitsland        | 3        | -             | 6                  | -                   | 9      |
| Zweden           | -        | 1             | 5                  | 2                   | 8      |
| Verenigde Staten | 2        | -             | 2                  | 1                   | 5      |
| Zuid-Korea       | 2        | -             | 2                  | -                   | 4      |
| Polen            | 1        | -             | 3                  | -                   | 4      |
| Finland          | -        | -             | 2                  | 2                   | 4      |
| Kazachstan       | 1        | -             | 1                  | -                   | 2      |
| Italië           | -        | -             | 2                  | -                   | 2      |
| Wit-Rusland      | 1        | -             | -                  | -                   | 1      |
| Denemarken       | -        | -             | 1                  | -                   | 1      |
| Hongarije        | -        | -             | 1                  | -                   | 1      |
| Oekraïne         | -        | -             | 1                  | -                   | 1      |
| Oostenrijk       | -        | -             | 1                  | -                   | 1      |
| Roemenië         | -        | -             | 1                  | -                   | 1      |
| Estland          | -        | -             | 1                  | -                   | 1      |
| Zwitserland      | -        | -             | -                  | 1                   | 1      |
| Totaal           | 40       | 11            | 64                 | 91                  | 206    |

## Voormalige schaatsbanen

### Overdekte schaatsbanen
Hieronder is een lijst van alle voormalige volledig overdekte langebaanschaatsbanen op de wereld. De gegevens zijn gebaseerd op de online database Speed Skating News. In de meest rechtse kolom van de tabel staat een link naar deze database voor de betreffende baan. De banen met een lichtgele kleurmarkering in deze kolom zijn opgenomen in de ranglijst van snelste langebaanschaatsbanen.
| Land    | Plaats          | Naam schaatsbaan                          | Hoogte | Geopend in | Gesloten in | Opmerkingen                                                                   |         |
| ------- | --------------- | ----------------------------------------- | ------ | ---------- | ----------- | ----------------------------------------------------------------------------- | ------- |
| Canada  | Richmond        | Richmond Olympic Oval                     | 4      | 2008       | 2010        |                                                                               | [ 214 ] |
| Italië  | Turijn          | Oval Lingotto                             | 233    | 2005       | 2007        | De ijsvloer is afgebroken, er kunnen nog wel wedstrijden worden georganiseerd | [ 215 ] |
| Rusland | Sint-Petersburg | Sport- en concertcomplex (winter stadion) | 15     | 1981       | 1992        |                                                                               | [ 216 ] |

### Semi-overdekte schaatsbanen
Hieronder is een lijst van alle voormalige semi-overdekte langebaanschaatsbanen op de wereld. De gegevens zijn gebaseerd op de online database Speed Skating News. In de meest rechtse kolom van de tabel staat een link naar deze database voor de betreffende baan. De banen met een lichtgele kleurmarkering in deze kolom zijn opgenomen in de ranglijst van snelste langebaanschaatsbanen.
| Land      | Plaats | Naam schaatsbaan | Hoogte | Geopend in  | Gesloten in | Type ijs | Opmerkingen |         |
| --------- | ------ | ---------------- | ------ | ----------- | ----------- | -------- | ----------- | ------- |
| Nederland | Assen  | De Bonte Wever   | 10     | 1994 (2009) | 2016        | Kunstijs |             | [ 217 ] |

### Openlucht-kunstijs schaatsbanen
Hieronder is een lijst van alle voormalige openlucht-kunstijs langebaanschaatsbanen op de wereld. De gegevens zijn grotendeels gebaseerd op de online database Speed Skating News. In de meest rechtse kolom van de tabel staat een link naar deze database voor de betreffende baan. De banen met een lichtgele kleurmarkering in deze kolom zijn opgenomen in de ranglijst van snelste langebaanschaatsbanen.
| Land                  | Plaats              | Naam schaatsbaan                                  | Hoogte | Geopend in | Gesloten in | Opmerkingen                                               |         |
| --------------------- | ------------------- | ------------------------------------------------- | ------ | ---------- | ----------- | --------------------------------------------------------- | ------- |
| Bosnië en Herzegovina | Sarajevo            | Zetra Ice Rink                                    | 564    | 1983       | 1992        |                                                           | [ 218 ] |
| Canada                | Lethbridge          | IJsbaan Lethbridge                                | 915    | 1975       | 1977        |                                                           | [ 219 ] |
| China                 | Changchun           | Changchun Ice Arena                               | 210    | 1974       | 2004        | Opvolger: Jilin Provincial Speed Skating Rink             | [ 220 ] |
| China                 | Harbin              | Heilongjiang Outdoor Rink                         | 141    | 1955       | 1994        | Opvolger: Heilongjiang Indoor Rink                        | [ 221 ] |
| China                 | Ürümqi              | Silkroad Ice Rink                                 | 1836   | 2000       | 2015        | Opvolger: Xinjiang Ice Sports Center                      | [ 222 ] |
| Duitsland             | Berlijn             | Weissensee                                        | 34     | 1963       | 1984        | Opvolger: Sportforum Hohenschönhausen                     | [ 223 ] |
| Duitsland             | Erfurt              | Eissportzentrum                                   | 214    | 1996       | 2001        | Opvolger: Gunda Niemann-Stirnemann Halle                  | [ 224 ] |
| Duitsland             | Hamburg             | Zoo Eisbahn - Planten un Blomen                   | 18     | 1935       | 1968        |                                                           | [ 225 ] |
| Duitsland             | Inzell              | Ludwig Schwabl Stadion                            | 691    | 1965       | 2009        | Opvolger: Max Aicher Arena                                | [ 226 ] |
| Frankrijk             | Albertville         | Stade de Patinage Olympique                       | 335    | 1991       | 1992        | In 1992 afgebroken na Olympische Winterspelen 1992        | [ 227 ] |
| Frankrijk             | Grenoble            | Anneau de vitesse                                 | 220    | 1967       | 1990        |                                                           | [ 228 ] |
| Japan                 | Chichibu            | Sports-No-Mori Chichibu                           | 194    | 1992       | 2002        |                                                           | [ 229 ] |
| Japan                 | Hachinohe           | Yato City Piping Speed Rink                       | 13     | 1969       | 2019        | Opvolger: Hachinohe Skating Arena                         | [ 230 ] |
| Japan                 | Karuizawa           | Skating Center Karuizawa                          | 980    | 1961       | 2001        | Opvolger: Wind Park Skating Rink Karuizawa                | [ 231 ] |
| Japan                 | Matsumoto, Asama    | Asama Onsen, Matsumoto International Skating Rink | 1.042  | 1969       | 2011        |                                                           | [ 232 ] |
| Japan                 | Nikkō               | Skate Center Nikkō                                | 596    | 1966       | 1990        | Opvolger: Ardel Kirifuri Sports Valley                    | [ 233 ] |
| Japan                 | Obihiro             | No Mori Skating Centre                            | 79     | 1986       | 2008        | Opvolger: Meiji Hokkaido-Tokachi Oval                     | [ 234 ] |
| Nederland             | Alkmaar             | De Meent (openlucht)                              | 0      | 1972       | 2000        | Opvolger: De Meent                                        | [ 235 ] |
| Nederland             | Amsterdam           | Linnaeus kunstijsbaan                             | 1      | 1917       | 1937        |                                                           | [ 236 ] |
| Nederland             | Amsterdam           | Olympisch Stadion                                 | 1      | 1940       | 1940        |                                                           | [ 237 ] |
| Nederland             | Amsterdam           | Olympisch Stadion                                 | 1      | 2014       | 2018        | Vanaf 2014 in elk Winter-Olympisch jaar tijdelijk geopend | [ 238 ] |
| Nederland             | Apeldoorn           | Omnisport Apeldoorn                               | 10     | 2010       | 2011        | Zelden gebruikt, van 2012 tot 2015 soms als natuurijsbaan |         |
| Nederland             | Den Haag            | De Uithof (openlucht)                             | 0      | 1972       | 1989        | Opvolger: De Uithof                                       | [ 240 ] |
| Nederland             | Deventer            | IJsselstadion                                     | 5      | 1962       | 1992        | Opvolger: De Scheg                                        | [ 241 ] |
| Nederland             | Eindhoven           | Kunstijsbaan Eindhoven                            | 18     | 1970       | 2000        | Opvolger: IJssportcentrum Eindhoven                       | [ 242 ] |
| Nederland             | Groningen           | IJsstadion Stadspark Groningen                    | 1      | 1970       | 1993        | Opvolger: Kardinge                                        | [ 243 ] |
| Nederland             | Haarlem             | Kunstijsbaan Kennemerland                         | 2      | 1977       | 2005        | Opvolger: IJsbaan Haarlem                                 | [ 53 ]  |
| Nederland             | Heerenveen          | Thialf (buitenbaan)                               | 0      | 1967       | 1986        | Opvolger: IJsstadion Thialf                               | [ 244 ] |
| Nederland             | Utrecht             | De Vechtsebanen (openlucht)                       | 0      | 1970       | 1997        | Opvolger: De Vechtsebanen                                 | [ 245 ] |
| Noorwegen             | Aursmoen            | Aursmoen stadion                                  | 177    | 1964       | 1996        |                                                           | [ 246 ] |
| Noorwegen             | Kristiansund        | Lerøy kunstisbane                                 | 22     | 2009       | 2018        | Opvolger: Arena Nordvest                                  | [ 247 ] |
| Noorwegen             | Stavanger           | Sørmarka kunstisbane                              | 48     | 1981       | 2008        | Opvolger: Sørmarka Arena                                  | [ 248 ] |
| Noorwegen             | Tynset              | Savalen kunstisbane                               | 724    | 1989       | 2009        |                                                           | [ 249 ] |
| Polen                 | Tomaszów Mazowiecki | Tor Pilica                                        | 153    | 1977       | 2016        | Opvolger: Arena Lodowa                                    | [ 250 ] |
| Rusland               | Kolomna             | Kometa TSBKS                                      | 145    | 1969       | 1994        | Opvolger: Kometa TSBKS (natuurijs)                        | [ 251 ] |
| Rusland               | Moskou              | Vodnij Dinamo                                     | 167    | 1977       | 1994        |                                                           | [ 252 ] |
| Verenigde Staten      | Butte               | High Mountain Altitude Rink                       | 1.688  | 1987       | 2005        | Vanaf 2005 natuurijsbaan                                  | [ 201 ] |
| Verenigde Staten      | Salt Lake City      | Oquirrh Park-Outdoor                              | 1.423  | 1995       | 2000        | Opvolger: Utah Olympic Oval                               | [ 254 ] |
| Verenigde Staten      | Squaw Valley        | Squaw Valley Olympic Skating Rink                 | 1.876  | 1959       | 1960        | Hoogst gelegen ijsbaan ter wereld                         | [ 256 ] |
| Verenigde Staten      | West Allis          | State Fair Park                                   | 215    | 1967       | 1991        | Opvolger: Pettit National Ice Center                      | [ 257 ] |
| Wit-Rusland           | Minsk               | Trudovye Rezervy                                  | 198    | 1955       | 2006        |                                                           | [ 258 ] |
| Zuid-Korea            | Seoel               | Taereung Outdoor Rink                             | 1.969  | 1996       | 2006        | Opvolger: Taereung International Skating Rink             | [ 259 ] |
| Zweden                | Göteborg            | Ruddalens idrottsplats                            | 40     | 1971       | 2001        | Opvolger: Rudhallen                                       | [ 260 ] |
| Zweden                | Göteborg            | Ullevi                                            | 4      | 1959       | 1984        | 1e permanente kunstijsbaan ter wereld                     | [ 261 ] |
| Zweden                | Stockholm           | Söderstadion                                      | 54     | 1966       | 1970        |                                                           | [ 262 ] |

### Openlucht-natuurijs schaatsbanen
Hieronder is een lijst van de voormalige openlucht-natuurijs langebaanschaatsbanen op de wereld. De gegevens zijn gebaseerd op de online database Speed Skating News (SSN). De onderstaande lijst is niet compleet, de SSN-database biedt een volledigere lijst. In de meest rechtse kolom van de tabel staat een doorverwijzing naar SSN voor de betreffende baan. De banen met een lichtgele kleurmarkering in deze kolom zijn opgenomen in de ranglijst van snelste langebaanschaatsbanen.
N.B. 
 De natuurijsbanen in Berlijn en Hamburg met een naam die uit meerdere woorden bestaat, zijn alfabetisch geordend op basis van het woord met een vet gedrukte eerste letter.
| Land        | Plaats                         | Naam schaatsbaan                                | Hoogte | Geopend in | Gesloten in | Opmerkingen                                                 |                 |
| ----------- | ------------------------------ | ----------------------------------------------- | ------ | ---------- | ----------- | ----------------------------------------------------------- | --------------- |
| Canada      | Montreal                       | Crystal Stadium                                 | 30     | 1878       | 1898        |                                                             | [ 263 ]         |
| Duitsland   | Bad Reichenhall                | Thumsee                                         | 527    | 1950       | 1952        |                                                             | [ 264 ]         |
| Duitsland   | Berlijn                        | Sportpark - Botanischer Garten                  | 36     | 1905       | 1914        |                                                             | [ 265 ]         |
| Duitsland   | Berlijn                        | Eisbahn Clubgelände BSC                         | 57     | 1923       | 1944        |                                                             | [ 266 ]         |
| Duitsland   | Berlijn                        | Buschbahn                                       | 34     | 1914       | 1944        |                                                             | [ 267 ]         |
| Duitsland   | Berlijn                        | Eisbahn Carlshof                                | 28     | 1925       | 1940        |                                                             | [ 268 ]         |
| Duitsland   | Berlijn                        | Friedenauer Sportplatz                          | 46     | 1890       | 1914        |                                                             | [ 269 ]         |
| Duitsland   | Berlijn                        | Städtische Eisbahn im Volkspark Friedrichshain  | 56     | 1925       | 1945        |                                                             | [ 270 ]         |
| Duitsland   | Berlijn                        | Germania-Eisbahn                                | 35     | 1886       | 1914        |                                                             | [ 271 ]         |
| Duitsland   | Berlijn                        | Sportplatz Grünau                               | 35     | 1908       | 1914        |                                                             | [ 272 ]         |
| Duitsland   | Berlijn                        | Grunewaldsee                                    | 34     | 1920       | 1928        |                                                             | [ 273 ]         |
| Duitsland   | Berlijn                        | Sportseebad Halensee                            | 34     | 1886       | 1937        |                                                             | [ 274 ]         |
| Duitsland   | Berlijn                        | Victoria Eisbahn im Ausstallungspark Hasenheide | 46     | 1889       | 1896        |                                                             | [ 275 ]         |
| Duitsland   | Berlijn                        | Huberttussee                                    | 39     | 1890       | 1891        |                                                             | [ 276 ]         |
| Duitsland   | Berlijn                        | Karpfenteich                                    | 34     | 1899       | 1924        |                                                             | [ 277 ]         |
| Duitsland   | Berlijn                        | Lietzensee                                      | 38     | 1886       | 1924        |                                                             | [ 278 ]         |
| Duitsland   | Berlijn                        | Nationaleisbahn                                 | 36     | 1886       | 1914        |                                                             | [ 279 ]         |
| Duitsland   | Berlijn                        | Eisbahn Hinter den Zelten (Neuen See)           | 34     | 1845       | 1914        |                                                             | [ 280 ]         |
| Duitsland   | Berlijn                        | Toureneisbahn Plötzensee-Saatwinkel             | 34     | 1890       | 1944        |                                                             | [ 281 ]         |
| Duitsland   | Berlijn                        | Schwedische Eisbahn                             | 36     | 1891       | 1914        |                                                             | [ 282 ]         |
| Duitsland   | Berlijn                        | Südeisbahn                                      | 34     | 1889       | 1914        |                                                             | [ 283 ]         |
| Duitsland   | Berlijn                        | Sporteisbahn im Victoriapark                    | 35     | 1912       | 1914        |                                                             | [ 284 ]         |
| Duitsland   | Berlijn                        | Eisbahn auf dem Wannsee                         | 7      | 1890       | 1933        |                                                             | [ 285 ]         |
| Duitsland   | Berlijn                        | West-Eisbahn                                    | 38     | 1891       | 1906        |                                                             | [ 286 ]         |
| Duitsland   | Bonn                           | Sportplatz des Eisklub Bonn                     | 54     | 1893       | 1914        |                                                             | [ 287 ]         |
| Duitsland   | Braunlage                      | Kurparkteich                                    | 556    | 1924       | 1944        |                                                             | [ 288 ]         |
| Duitsland   | Braunschweig                   | Südbahn - Vor dem Augustthore                   | 75     | 1893       | 1916        |                                                             | [ 289 ]         |
| Duitsland   | Braunschweig                   | Westeisbahn                                     | 83     | 1886       | 1914        |                                                             | [ 290 ]         |
| Duitsland   | Burghausen                     | Wöhrsee                                         | 373    | 1940       | 1947        |                                                             | [ 291 ]         |
| Duitsland   | Dresden                        | Eisbahn im Grossen Garten                       | 120    | 1923       | 1940        |                                                             | [ 292 ]         |
| Duitsland   | Frankfurt                      | Palmengarten                                    | 107    | 1890       | 1934        |                                                             | [ 293 ]         |
| Duitsland   | Füssen                         | Beieren                                         | 824    | 1935       | 1954        |                                                             | [ 294 ]         |
| Duitsland   | Garmisch-Partenkirchen         | Rießersee                                       | 806    | 1900       | 1959        |                                                             | [ 295 ]         |
| Duitsland   | Geising                        | Gründelstadion am Hüttenteich                   | 649    | 1952       | 1993        |                                                             | [ 296 ]         |
| Duitsland   | Gießen                         | Städtische Eisbahn                              | 171    | 1900       | 1944        |                                                             | [ 297 ]         |
| Duitsland   | Grainau                        | Eibsee                                          | 973    | 1929       | 1939        |                                                             | [ 298 ]         |
| Duitsland   | Hamburg                        | Kunsteisbahn an der Allee                       | 25     | 1892       | 1935        |                                                             | [ 299 ]         |
| Duitsland   | Hamburg                        | Eisbahn an der Ankelmannstraße                  | 4      | 1887       | 1890        |                                                             | [ 300 ]         |
| Duitsland   | Hamburg                        | Eispark Borgfelde am Grevenweg                  | 1      | 1889       | 1943        |                                                             | [ 301 ]         |
| Duitsland   | Hamburg                        | Vor dem Dammtor                                 | 9      | 1886       | 1933        |                                                             | [ 302 ]         |
| Duitsland   | Hamburg                        | Heiligengeistfeld                               | 21     | 1881       | 1943        |                                                             | [ 303 ]         |
| Duitsland   | Hamburg                        | Eisbahn am Lübecker Thor                        | 9      | 1883       | 1910        |                                                             | [ 304 ]         |
| Duitsland   | Hamburg                        | Paddelsee                                       | 27     | 1927       | 1934        |                                                             | [ 305 ]         |
| Duitsland   | Hamburg                        | Eisbahn im Sternschanzenpark                    | 18     | 1884       | 1905        |                                                             | [ 306 ]         |
| Duitsland   | Hamburg                        | Eisbahn auf dem Uhlenhorst                      | 7      | 1888       | 1935        |                                                             | [ 307 ]         |
| Duitsland   | Hannover                       | Städtische Eisbahn                              | 57     | 1901       | 1905        |                                                             | [ 308 ]         |
| Duitsland   | Inzell                         | Frillensee                                      | 924    | 1959       | 1963        |                                                             | [ 309 ]         |
| Duitsland   | Inzell                         | Natureisstadion am Zwingsee                     | 690    | 1963       | 1965        |                                                             | [ 310 ]         |
| Duitsland   | Karlsruhe                      | Eisbahn am Albufer                              | 115    | 1913       | 1945        |                                                             | [ 311 ]         |
| Duitsland   | Leipzig                        | Exerzierplatz                                   | 112    | 1890       | 1899        |                                                             | [ 312 ]         |
| Duitsland   | Leipzig                        | Vereinssportplatz des Leipziger EV              | 112    | 1896       | 1903        |                                                             | [ 313 ]         |
| Duitsland   | München                        | Kleinhesselohersee                              | 509    | 1891       | 1933        |                                                             | [ 314 ]         |
| Duitsland   | Schliersee                     | Schliersee                                      | 777    | 1920       | 1958        |                                                             | [ 315 ]         |
| Duitsland   | Schönheide                     | Freibad                                         | 613    | 1939       | 1994        |                                                             | [ 316 ]         |
| Duitsland   | Staffelsee                     | Murnau                                          | 652    | 1932       | 1932        |                                                             | [ 317 ]         |
| Duitsland   | Tegernsee                      | Tegernsee                                       | 742    | 1911       | 1914        |                                                             | [ 318 ]         |
| Duitsland   | Titisee-Neustadt               | Eisstadion am Bruggerschen Eisweiher            | 845    | 1924       | 1945        |                                                             | [ 319 ]         |
| Duitsland   | Weßling                        | Weßlinger See                                   | 596    | 1930       | 1940        |                                                             | [ 320 ]         |
| Duitsland   | Wuppertal                      | Elberfeld-Bad Bendahl                           | 177    | 1907       | 1907        |                                                             | [ 321 ]         |
| Finland     | Helsinki                       | Eläintarhan Urheilukenttä                       | 7      | 1958       | 1970        |                                                             | [ 322 ]         |
| Finland     | Helsinki                       | Kaisaniimenlahti                                | 11     | 1916       | 1947        |                                                             | [ 323 ]         |
| Finland     | Helsinki                       | Olympiastadion                                  | 12     | 1939       | 1964        |                                                             | [ 324 ]         |
| Finland     | Helsinki                       | Pirkkola                                        | 37     | 1968       | 1977        | Baanlengte: 333m                                            | [ 325 ]         |
| Finland     | Helsinki                       | Pohjoissatama (Norra Hamnen)                    | 0      | 1886       | 1924        |                                                             | [ 326 ]         |
| Finland     | Helsinki                       | Töölönlahti (Tölöviken)                         | 16     | 1915       | 1931        |                                                             | [ 327 ]         |
| Frankrijk   | Chamonix-Mont-Blanc            | Stade de Mont Blanc                             | 1.034  | 1909       | 1961        |                                                             | [ 328 ]         |
| Italië      | Asiago (Gallio)                | Pista di Busa Fonda                             | 993    | 1984       | 2003        |                                                             | [ 329 ]         |
| Italië      | Baselga di Pinè                | Lago di Serraia                                 | 970    | 1948       | 1985        | Opvolger: Circolo Pattinatori Pinè                          | [ 330 ]         |
| Italië      | Collalbo (Klobenstein)         | Wolfsgrubner See                                | 1.178  | 1928       | 1988        | Opvolger: Arena Ritten                                      | [ 331 ]         |
| Italië      | Cortina d'Ampezzo              | Pista Fiames                                    | 1.300  | 1926       | 1989        |                                                             | [ 333 ]         |
| Italië      | Madonna di Campiglio           | Pista Olimpica                                  | 1.504  | 1936       | 1985        |                                                             | [ 334 ]         |
| Italië      | Misurina                       | Natuurijsbaan meer van Misurina                 | 1.756  | 1953       | 1957        |                                                             | [ 335 ]         |
| IJsland     | Akureyri                       | Brunná (Brunnárflæður)                          | 7      | 1950       | 1973        |                                                             | [ 336 ]         |
| IJsland     | Reykjavik                      | Melavöllur Stadion Reykjavík                    | 13     | 1952       | 1952        | Baanlengte: 380m                                            | [ 337 ]         |
| IJsland     | Reykjavik                      | Tjörnin Reykjavík                               | 17     | 1891       | 1963        |                                                             | [ 338 ]         |
| Japan       | Abashiri                       | IJsbaan meer Abashiri                           | 30     | 1960       | 1964        |                                                             | [ 339 ]         |
| Japan       | Fujiyoshida                    | Highland Skate Center Fujiyoshida               | 874    | 1961       | 1985        | Opvolger: Fujikyu Highland Skate Center                     | [ 340 ]         |
| Japan       | Hachinohe                      | Oude natuurijsbaan Hachinohe                    | 13     | 1930       | 1969        | Opvolger: Yato City Piping Speed Rink                       | [ 341 ]         |
| Japan       | Kamofu                         | Natuurijsbaan meer Orio                         | n/a    | 1925       | 1938        |                                                             | [ 342 ]         |
| Japan       | Kitami                         | City Skate Rink Kitami                          | 80     | 1964       | ????        |                                                             | [ 343 ]         |
| Japan       | Koumi                          | Kisokoma Plateau Skating Rink                   | 1.173  | 1969       | 1985        | Opvolger: Matsubara Lake Plateau Skating Center             | [ 344 ]         |
| Japan       | Matsumoto                      | Asama Lake Misuzu                               | 999    | 1954       | 1968        | Opvolger: Asama Onsen, Matsumoto International Skating Rink | [ 345 ]         |
| Japan       | Mizunami                       | Takahara ijsbaan                                | 170    | 1966       | 1989        |                                                             | [ 346 ]         |
| Japan       | Nikkō                          | Hosoo ijsbaan                                   | 572    | 1933       | 1965        |                                                             | [ 347 ]         |
| Japan       | Obihiro                        | Oude natuurijsbaan Obihiro                      | 500    | 1959       | 1985        | Opvolger: No Mori Skating Centre                            | [ 348 ]         |
| Japan       | Saikonishi                     | Natuurijsbaan meer Saiko                        | 907    | 1962       | 1970        |                                                             | [ 349 ]         |
| Japan       | Sapporo                        | Natuurijsbaan Nakajima-Park Sapporo             | 11     | 1938       | 1970        |                                                             | [ 350 ]         |
| Japan       | Suwa                           | Natuurijsbaan meer Suwa                         | 749    | 1938       | 1968        |                                                             | [ 351 ]         |
| Japan       | Tateshina                      | Natuurijsbaan meer Megami Tateshina             | 1.548  | 1952       | 1970        |                                                             | [ 352 ]         |
| Kazachstan  | Alma-Ata                       | Oude Medeo                                      | 1.691  | 1951       | 1972        | Opvolger: Medeo                                             | [ 353 ]         |
| Nederland   | Apeldoorn                      | Omnisport Apeldoorn                             | 10     | 2012       | 2015        | Zelden gebruikt, 2010-2011: kunstijsbaan                    |                 |
| Noorwegen   | Aursmoen                       | Aursmoen Stadion                                | 177    | 1933       | 1996        |                                                             | [ 354 ]         |
| Noorwegen   | Geithus                        | Oude Furumo Stadion                             | 116    | 1927       | 1995        | Opvolger: Furumo Stadion                                    | [ 355 ]         |
| Noorwegen   | Hamar                          | Åkersviken                                      | 123    | 1891       | 1894        |                                                             | [ 356 ]         |
| Noorwegen   | Hamar                          | Hamar Stadion                                   | 133    | 1920       | 1992        | Opvolger: Vikingskipet                                      | [ 357 ]         |
| Noorwegen   | Hamar                          | Mjøsen                                          | 123    | 1886       | 1914        |                                                             | [ 358 ]         |
| Noorwegen   | Kirkenes                       | Skoleområde idrottsplats                        | 17     | 1949       | 1968        |                                                             | [ 359 ]         |
| Noorwegen   | Oslo                           | Bislett Stadion                                 | 37     | 1909       | 1986        |                                                             | [ 360 ]         |
| Noorwegen   | Oslo                           | Dælenenga idrettspark                           | 28     | 1917       | 1929        |                                                             | [ 361 ]         |
| Noorwegen   | Oslo                           | Frogner Stadion                                 | 42     | 1914       | 2010        | Opvolger: Frogner kunstis                                   | [ 362 ]         |
| Noorwegen   | Oslo                           | Frognerkilen                                    | 2      | 1880       | 1900        |                                                             | [ 363 ]         |
| Noorwegen   | Oslo                           | Gamle Frogner Stadion                           | 42     | 1901       | 1913        | Opvolger: Frogner Stadion                                   | [ 364 ]         |
| Noorwegen   | Oslo                           | Jordal idrettspark                              | 34     | 1930       | 1977        |                                                             | [ 365 ]         |
| Noorwegen   | Oslo                           | Klosterenga idrettsplass                        | 33     | 1887       | 1905        |                                                             | [ 366 ]         |
| Noorwegen   | Oslo                           | Lambertseter stadion                            | 167    | 1969       | 1986        |                                                             | [ 367 ]         |
| Noorwegen   | Oslo                           | Majorstubanen                                   | 50     | 1886       | 1893        |                                                             | [ 368 ]         |
| Noorwegen   | Oslo                           | Nordstrand idrettsforening                      | 141    | 1954       | 1969        |                                                             | [ 369 ]         |
| Noorwegen   | Oslo                           | Tryvann stadion                                 | 520    | 1935       | 1964        |                                                             | [ 370 ]         |
| Noorwegen   | Tolga                          | Tolga Idrettsplass                              | 517    | 1958       | 1965        |                                                             | [ 371 ]         |
| Noorwegen   | Tønsberg                       | Tønsberg stadion                                | 49     | 1923       | 1996        | Opvolger: Maier Arena Tønsberg                              | [ 372 ]         |
| Noorwegen   | Trondheim                      | Kalvskindet                                     | 3      | 1881       | 1899        |                                                             | [ 373 ]         |
| Noorwegen   | Trondheim                      | Øya Stadion                                     | 5      | 1900       | 1980        |                                                             | [ 374 ]         |
| Noorwegen   | Trondheim                      | Reina idrottsplats                              | 10     | 1929       | 1940        |                                                             | [ 375 ]         |
| Noorwegen   | Trondheim                      | Ved Sverres Gate                                | 4      | 1885       | 1890        |                                                             | [ 376 ]         |
| Noorwegen   | Tynset                         | Idrettsplass Savalen                            | 724    | 1973       | 1989        | Opvolger: Savalen kunstisbane                               | [ 377 ]         |
| Rusland     | Kolomna                        | Kometa TSBKS                                    | 145    | 1994       | 2001        | Opvolger: Kometa (2006)                                     | [ 251 ]         |
| Zweden      | Eskilstuna                     | Tunavallen                                      | 16     | 1902       | 1967        | Opvolger: Isstadion                                         | [ 378 ]         |
| Zweden      | Östersund                      | Fyrvalla                                        | 353    | 1946       | 1973        |                                                             | [ 379 ]         |
| Zweden      | Östersund                      | Frösön Lövsta idrottsplats                      | 341    | 1968       | 2010        | Opvolger: Nya Fyrvalla                                      | [ 380 ] [ 381 ] |
| Zweden      | Stockholm                      | Stockholm Stadion                               | 27     | 1912       | 1955        | Baanlengte: 333m                                            | [ 382 ]         |
| Zweden      | Stockholm-Djurgårdsbrunnsviken | Djurgårdsbrunnsviken                            | 14     | 1900       | 1914        |                                                             | [ 383 ]         |
| Zweden      | Stockholm-Nybroviken           | Nybroviken                                      | 12     | 1887       | 1906        |                                                             | [ 384 ]         |
| Zweden      | Stockholm-Saltsjöbanen         | Saltsjöbanen                                    | 8      | 1894       | 1894        |                                                             | [ 385 ]         |
| Zwitserland | Davos                          | Eisstadion Davos                                | 1.560  | 1894       | 2016        | Snelste natuurijsbaan ter wereld                            | [ 386 ]         |
| Zwitserland | Sankt Moritz                   | Badrutts Park                                   | 1.856  | 1921       | 1948        |                                                             | [ 387 ]         |

### Statistieken
| Land                  | Overdekt | Semi-overdekt | Openlucht-kunstijs | Openlucht-natuurijs | Totaal |
| --------------------- | -------- | ------------- | ------------------ | ------------------- | ------ |
| Duitsland             | -        | -             | 4                  | 58                  | 62     |
| Noorwegen             | -        | -             | 4                  | 24                  | 28     |
| Japan                 | -        | -             | 6                  | 14                  | 20     |
| Nederland             | -        | 1             | 11                 | -                   | 12     |
| Zweden                | -        | -             | 3                  | 7                   | 10     |
| Italië                | 1        | -             | -                  | 6                   | 7      |
| Finland               | -        | -             | -                  | 6                   | 6      |
| Rusland               | 1        | -             | 2                  | 1                   | 4      |
| Verenigde Staten      | -        | -             | 4                  | -                   | 4      |
| Canada                | 1        | -             | 1                  | 1                   | 3      |
| China                 | -        | -             | 3                  | -                   | 3      |
| Frankrijk             | -        | -             | 2                  | 1                   | 3      |
| IJsland               | -        | -             | -                  | 3                   | 3      |
| Zwitserland           | -        | -             | -                  | 2                   | 2      |
| Bosnië en Herzegovina | -        | -             | 1                  | -                   | 1      |
| Polen                 | -        | -             | 1                  | -                   | 1      |
| Wit-Rusland           | -        | -             | 1                  | -                   | 1      |
| Zuid-Korea            | -        | -             | 1                  | -                   | 1      |
| Kazachstan            | -        | -             | -                  | 1                   | 1      |
| Totaal                | 3        | 1             | 44                 | 124                 | 172    |

## Afbeeldingen ijsstadions

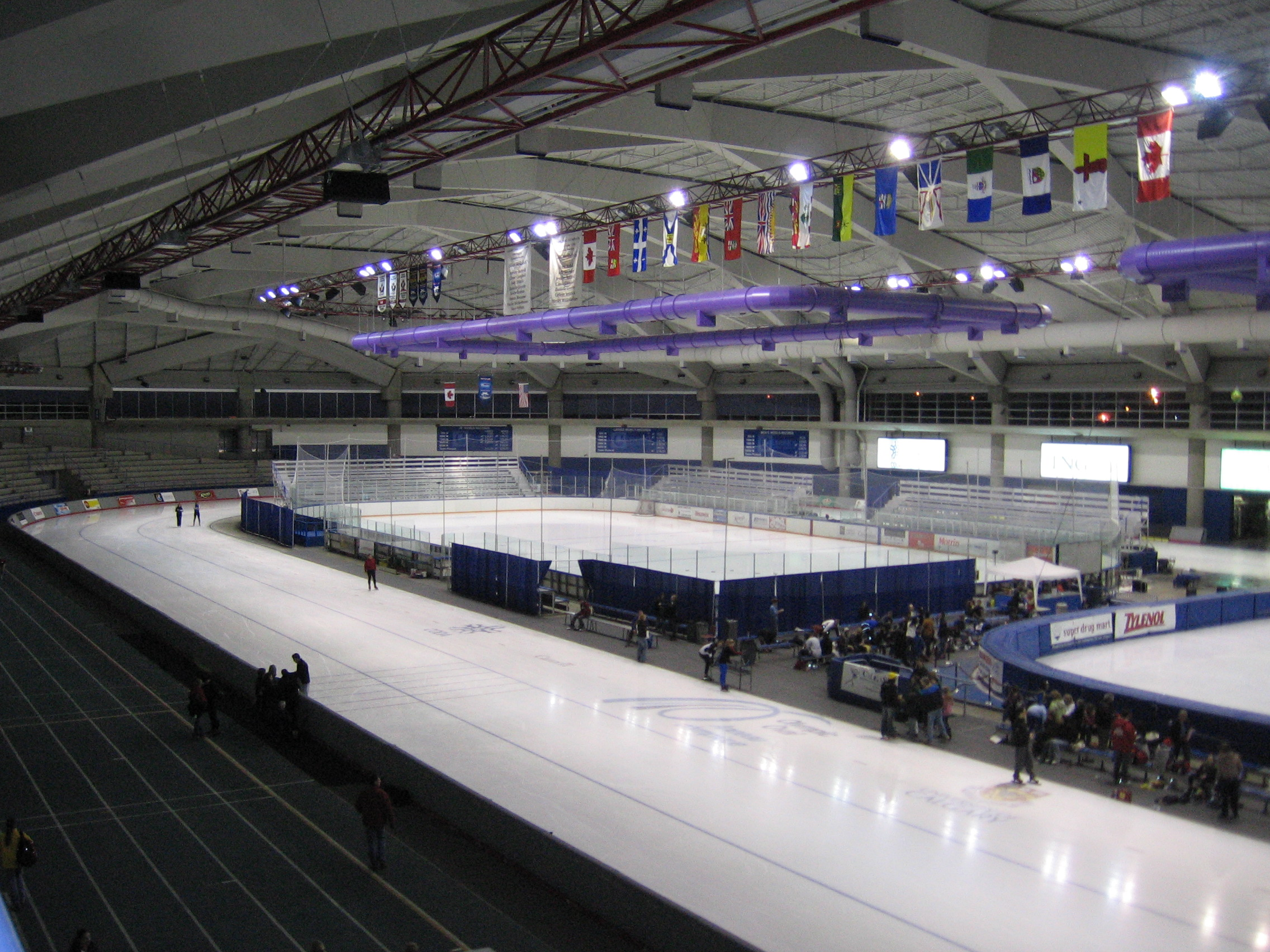
Olympic Oval (Calgary)
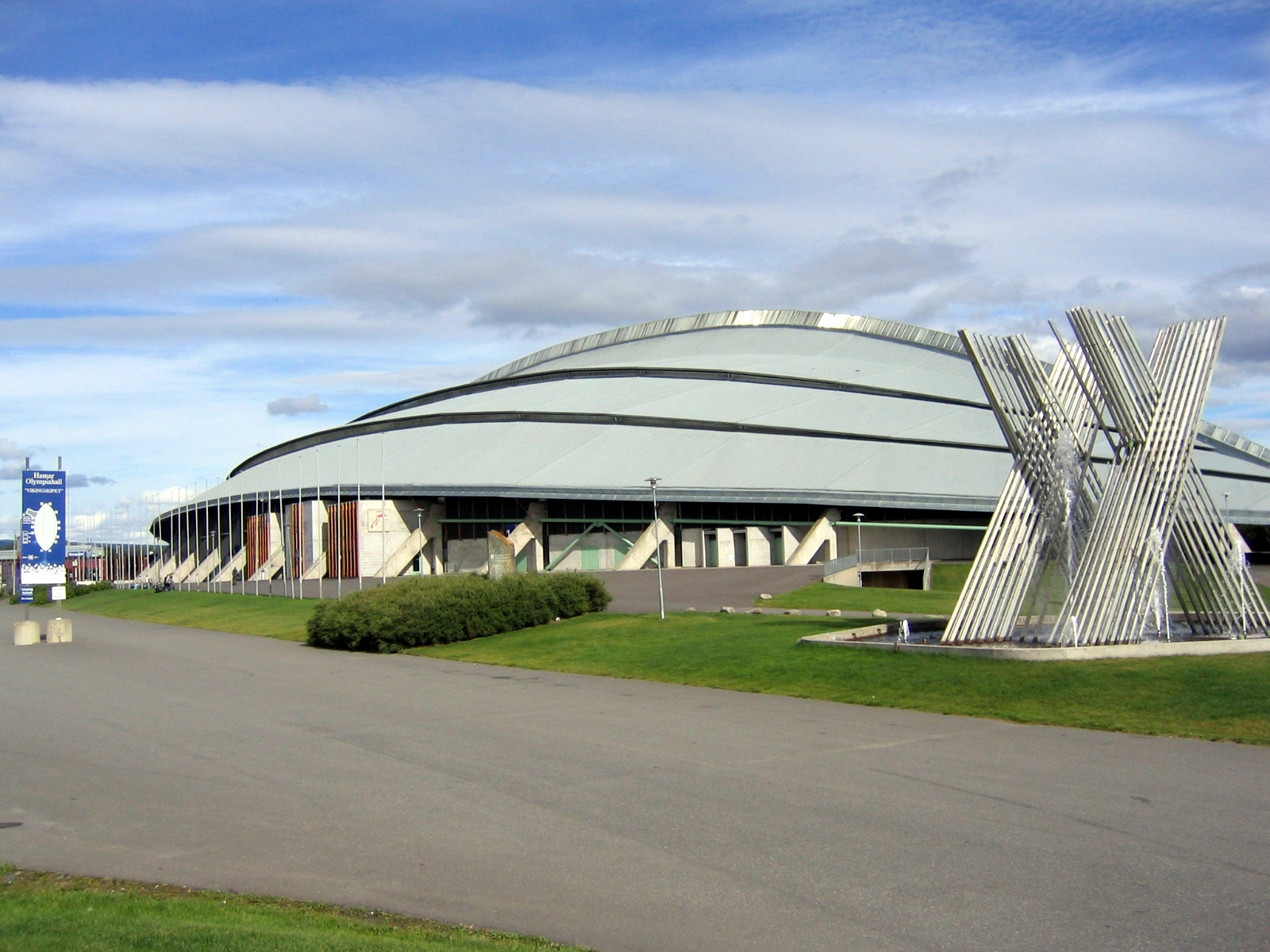
Vikingskipet (Hamar)
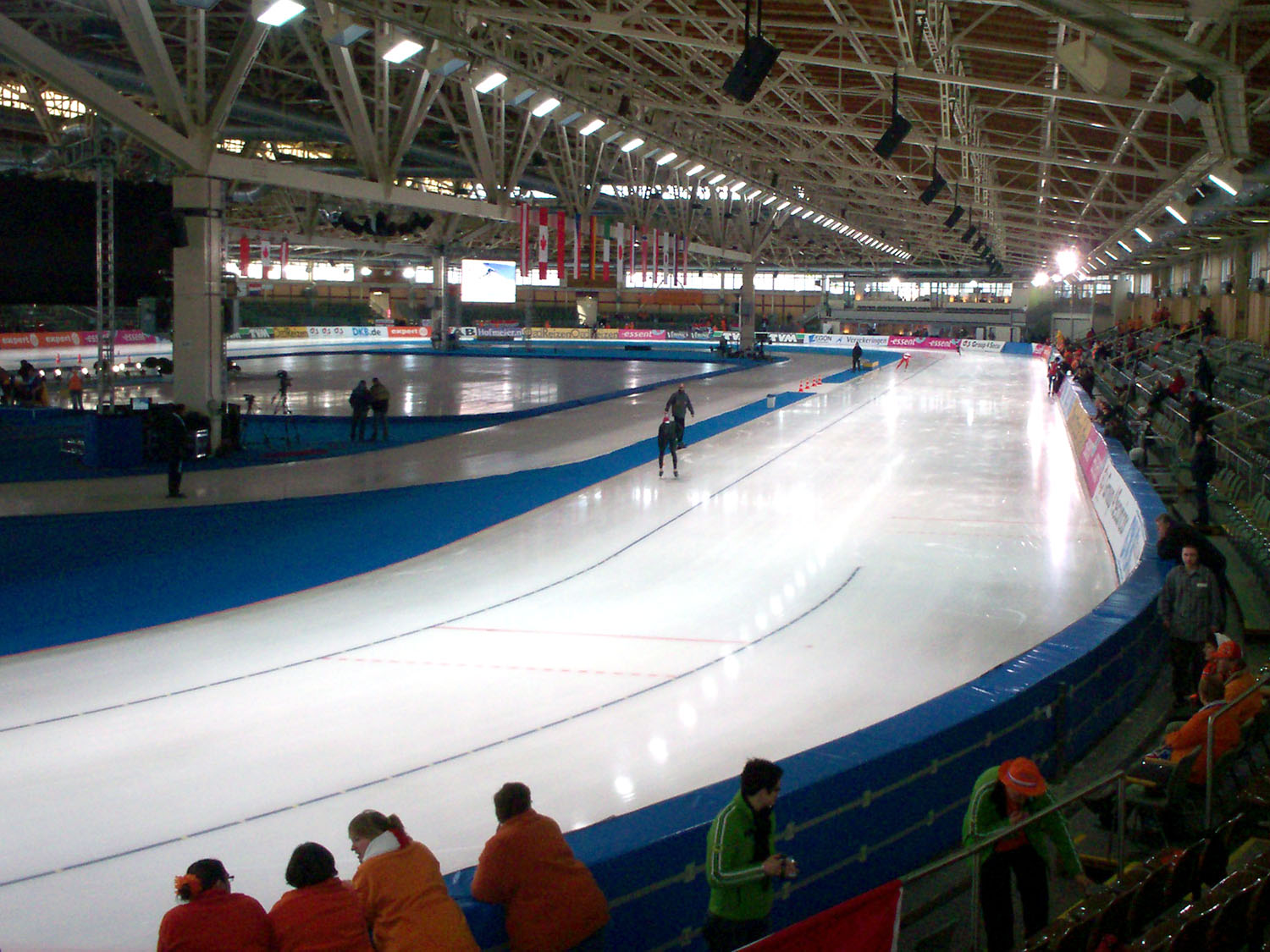
Sportforum Hohenschönhausen (Berlijn)
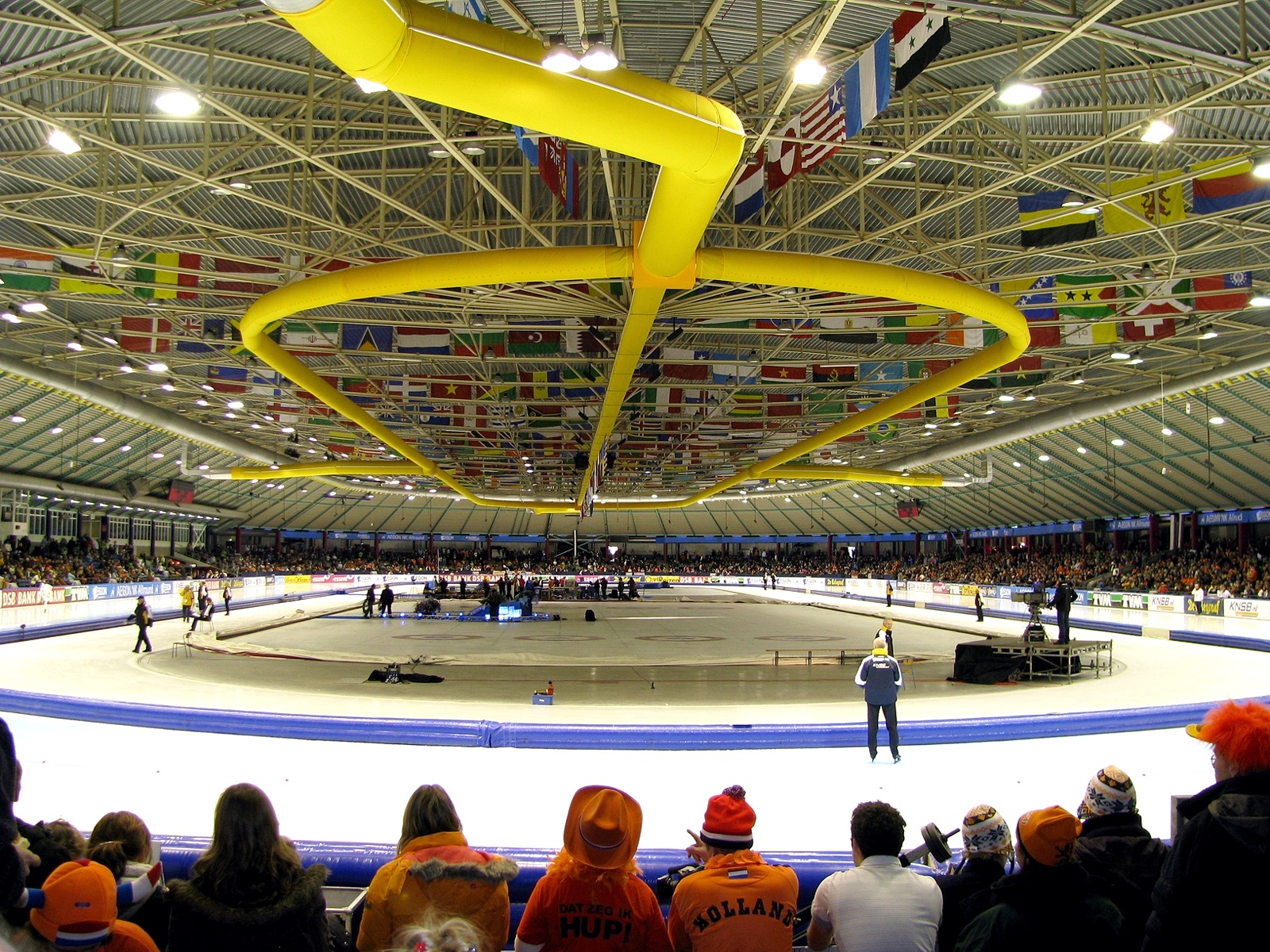
Thialf (Heerenveen)